# آبکام
آبکام (انگلیسی: Abcam) شرکت داروسازی بریتانیایی است، که در سال ۱۹۹۸ تأسیس شد.